# Altes Amt Lemförde
Altes Amt Lemförde er et amt ("Samtgemeinde") i Landkreis Diepholz i den tyske delstat Niedersachsen. Administrationen ligger i landsbyen Lemförde.

## Geografi
Altes Amt Lemförde ligger i den sydvestlige del af Niedersachsen i trekanten mellem de store byer Bremen, Osnabrück og Oldenburg. Det udgør den sydligste del af Landkreis Diepholz. Samtgemeinden afgrænses af syd- og østbredden af søen Dümmer den vestlige del af Stemweder Berge.
Nabokommuner er (fra nord, med uret): Diepholz, Rehden, Wagenfeld, Stemwede (Landkreis Minden-Lübbecke, Nordrhein-Westfalen), Bohmte (Landkreis Osnabrück) og Damme (Landkreis Vechta).
Samtgemeinde Altes Amt Lemförde består af kommunerne:
- Brockum
- Hüde
- Lembruch
- Lemförde
- Marl
- Quernheim
- Stemshorn